# Jordie Barrett
Pour les articles homonymes, voir Barrett.

a Compétitions nationales et continentales officielles uniquement.

b Matchs officiels uniquement.
Dernière mise à jour le 19 août 2025.
Jordie Matthew Barrett, né le 17 février 1997 à New Plymouth (Nouvelle-Zélande), est un joueur international néo-zélandais de rugby à XV évoluant aux postes d'arrière, de premier centre et d'ailier. Il joue avec Taranaki en NPC et avec les Hurricanes en Super Rugby.
Il dispute la Coupe du monde 2019 au Japon et la Coupe du monde 2023 en France avec ses frères ainés Beauden et Scott. L'un de ses autres frères, Kane, est également un joueur professionnel de rugby à XV.

## Biographie
Né à New Plymouth, Taranaki, Jordie Barrett est issu d'une grande famille de joueurs de rugby. Il est le fils de Kevin Barrett, ancien joueur de Taranaki et des Hurricanes, et le frère cadet du troisième ligne Kane, du demi d'ouverture Beauden et du deuxième ligne Scott. Il évolue aux Hurricanes.

## Carrière
En 2016, il est sélectionné avec l'équipe de Nouvelle-Zélande des moins de 20 ans pour disputer le championnat du monde junior se déroulant en Angleterre. Les Baby Blacks et Jordie Barrett terminent la compétition à la cinquième place.
La même année, il intègre la sélection de Canterbury pour disputer le NPC. Il dispute le premier match de la saison en tant que remplaçant, puis il est titularisé pour la seconde journée de championnat contre Tasman, match au cours duquel il inscrit 25 points dont un essai. À la fin de la saison, il remporte la compétition en passant cinq transformations et une pénalité en finale. En 12 rencontres, il aura inscrit 123 points et marqué 5 essais.
Fin 2016, il est convoqué en équipe nationale senior pour la tournée de novembre des All Blacks en qualité « d'apprenti ». Il est le second joueur à bénéficier de ce statut après Ardie Savea en 2013. Il est recruté par les Hurricanes à partir de la saison 2017 de Super Rugby où il rejoint son grand frère, Beauden. Dans la foulée, il signe avec Taranaki un contrat d'une durée de deux ans pour jouer en NPC. En décembre 2016, il gagne le titre de meilleur joueur du NPC 2016.
Au début de février 2017, Jordie participe au Brisbane Global Tens, rencontre de rugby à 10 regroupant 16 équipes de diverses compétitions internationales et servant de préparation au Super Rugby pour les franchises néo-zélandaises. À la suite d'une blessure de Nehe Milner-Skudder, il est titularisé au poste d'arrière pour le premier match de la saison 2017 opposant les Hurricanes aux Sunwolves.
Courant juin 2017, il est nommé dans le groupe élargi des All Blacks afin de participer au tour des Lions britanniques et irlandais. Le 16 juin 2017, il fait ses débuts depuis le banc (62e) contre les Samoa au cours d'un match de préparation. Le 8 juillet 2017, il débute le troisième et dernier match du tour des Lions au poste d'arrière, n'ayant qu'une cape à son actif à l'instar de son coéquipier des Hurricanes, Ngani Laumape. Il marque à cette occasion son premier essai international (36e), après avoir participé à l'essai de Laumape (13e). C'est également au cours de ce match que trois frères (Beauden, Jordie, Scott) figurent en même temps sur le terrain pour la première fois de l'histoire des All Blacks.
En août 2019, un mois après avoir signé un contrat avec sa fédération jusqu'en 2022, il est retenu dans le groupe de 31 joueurs sélectionné pour disputer la Coupe du monde au Japon.
En avril 2024, la province irlandaise du Leinster annonce l'arrivée de Jordie Barrett à partir de décembre 2024 pour disputer la deuxième partie de la saison 2024-2025.

## Style de jeu
Jordie Barrett, présenté comme un génie précoce, est un joueur éclectique, et est capable de jouer à de nombreux postes chez les arrières. Du fait de sa polyvalence, il n'est pas rare de le voir évoluer à différentes positions au sein d'un match en fonction des attentes de ses entraîneurs.
Son poste de prédilection est celui de premier centre, où il est capable de distribuer le ballon avec aise, de franchir la ligne d'avantage ou encore d'utiliser son jeu au pied pour exploiter les intervalles qu'offre la défense adverse. Ses passes, en particulier, sont un des atouts de son jeu. Variées, puissantes et précises, elles surprennent l'opposition et créent des possibilités d'attaque pour ses coéquipiers. Sa grande stature (1 mètre 96) et son agilité en font un plaqueur relativement rugueux, à l'instar de son frère Scott.
Le poste qui lui est souvent préféré reste pourtant celui d'arrière. Ses dégagements, sa lecture du jeu, son positionnement et ses capacités de contre-attaque sont particulièrement appréciées dans les équipes où il évolue. On lui associe souvent - à tort - une vitesse comparable à celle de son aîné Beauden. Contrairement à ce dernier qui possède une forte accélération, Jordie a une longue foulée et une lecture du jeu qui lui permettent de "glisser" dans la défense adverse, ce qui le rend difficile à arrêter. Plaqué, il est toutefois capable de délivrer des passes après contact, véritables prolongements de son jeu au poste de centre.
Il s'agit aussi d'un tireur sûr face aux perches, et il est souvent préféré à son frère Beauden pour marquer des pénalités ou des transformations au profit des Hurricanes.

## Palmarès

### Club
- Vainqueur du NPC en 2016 avec Canterbury et en 2023 avec Taranaki.

### Sélection
- Vainqueur du Rugby Championship en 2018, 2020, 2021, 2022 et 2023.

### Récompenses individuelles
- Meilleur joueur du NPC en 2016.
- Meilleur jeune joueur néo-zélandais 2016[23].

## Statistiques
Au 19 août 2025, Jordie Barrett compte 72 capes en équipe de Nouvelle-Zélande, dont 59 en tant que titulaire, depuis le 16 juin 2017 contre l'équipe des Samoa à Auckland. Il inscrit 304 points (26 essais, 26 pénalités, 48 transformations).
Avec les Kiwis, il dispute deux Coupe du monde en 2019 et en 2023. Il participe à huit éditions du Rugby Championship, en 2018, 2019, 2020, 2021, 2022, 2023, 2024 et 2025. Il dispute vingt-huit rencontres dans cette compétition.